# Пироговы

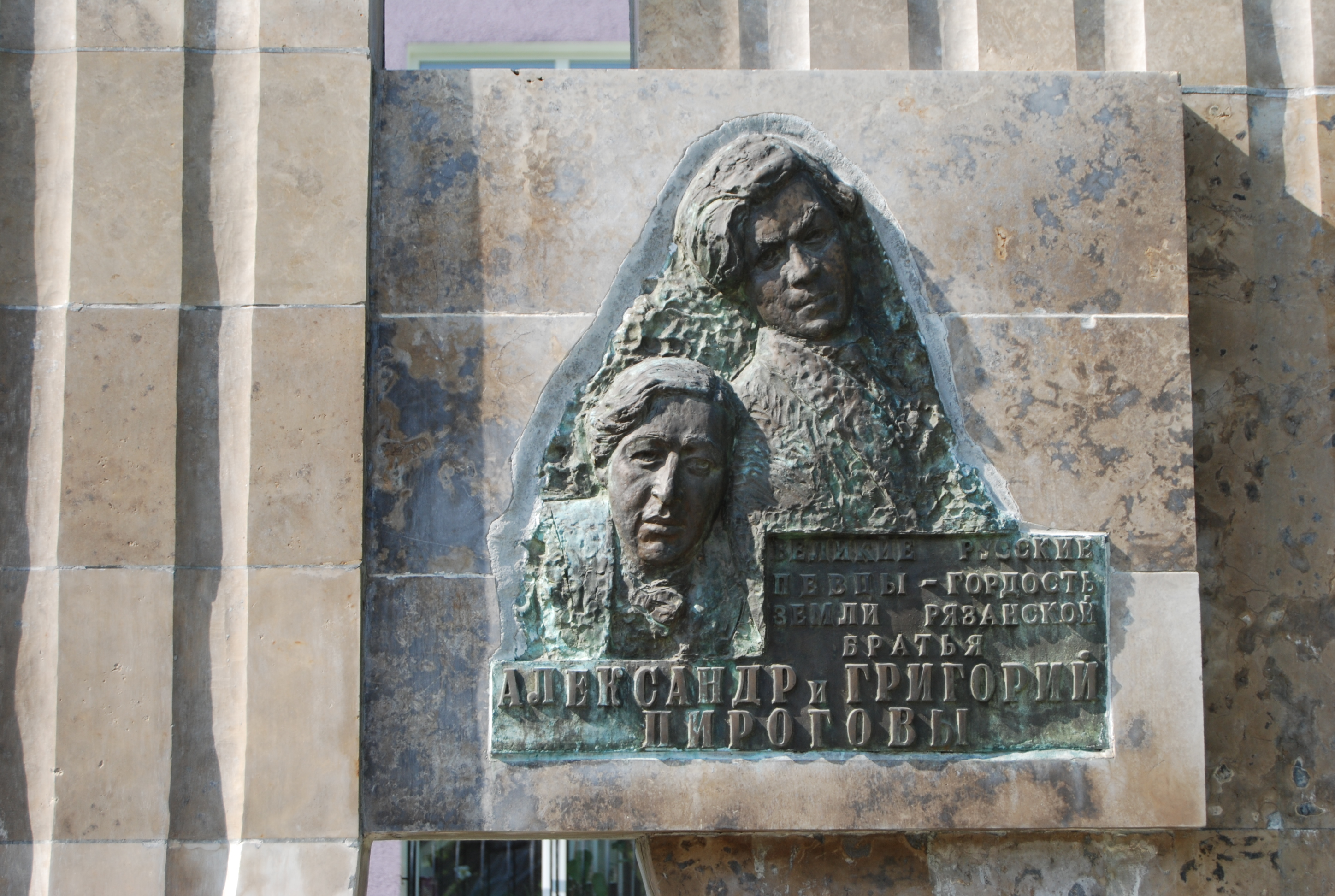
Памятник братьям Пироговым возле Рязанского музыкального училища

Пироговы — советские оперные певцы (басы), братья, дети рязанского крестьянина Степана Ивановича Пирогова:
- Григорий (1885—1931) — один из первых советских певцов, выступавших за рубежом;
- Михаил (1887—1933) — рязанский протодиакон;
- Алексей (1895—1978) — солист Большого театра;
- Александр (1899—1964) — народный артист СССР (1937).

## Праздник песни имени братьев Пироговых
Праздник проводится ежегодно начиная с мая 1994 года на родине певцов в селе Новосёлки Рыбновского района Рязанской области.
I-й (1994) · II-й (1995) · III-й (1996) · IV-й (1997) · V-й (1998) · VI-й (1999) · VII-й (2000) · VIII-й (2001) · IX-й (2002) · X-й (2003) · XI-й (2004) · XII-й (2005) · XIII-й (2006) · XIV-й (2007) · XV-й (2008) · XVI-й (2009) · XVII-й (15.05.2010) · XVIII-й (14.05.2011) · XIX-й (19.05.2012) · XX-й (21.05.2013) · XXI-й (17.05.2014) · XXII-й (16.05.2015) · XXIII-й (23.05.2016) · XXIV-й (20.05.2017) · XXV-й (19.05.2018) · XXVI-й (18.05.2019) · XXVII-й (23.05.2020) · XXVIII-й (21.05.2021) · XXIX-й (21.05.2022) · XXX-й (20.05.2023)

## Конкурс вокального мастерства
В честь знаменитых оперных певцов в Рязани на базе ГАПОУ «Рязанский музыкальный колледж им. Г. и А. Пироговых» проводится конкурс вокального мастерства:
- I Всероссийский конкурс вокального мастерства имени братьев Пироговых, 26-27 мая 2015 года
- II Всероссийский конкурс вокального мастерства имени братьев Пироговых, 16-17 мая 2018 года
- III Всероссийский конкурс вокального мастерства имени братьев Пироговых, 20-21 мая 2021 года

## «Пироговские» места в Рязанской области

### Дом Степана Ивановича Пирогова в селе Новосёлки
Географические координаты: 54°50′37″ с. ш. 39°46′27″ в. д.
В этом доме родились восемь из десяти детей Степана Ивановича и Марфы Нефедьевны Пироговых: Пелагея, Анна, Анисья, Григорий, Михаил, Иван, Алексей и Мария.
С середины 1990-х годов на этом месте расположен МБУК «Дом-музей Пироговых».

### Дом Пироговых в Рязани
Географические координаты: 54°38′03″ с. ш. 39°43′53″ в. д.
Адрес: г. Рязань, ул. Трубежная, д. 9.
Построенный Степаном Ивановичем Пироговым в конце XIX века дом располагался в нынешнем историческом центре Рязани неподалёку от Борисоглебского собора. Здесь родились Александр и младшая дочь Анна. В доме на Трубежной жила до глубокой старости сестра певцов Пелагея Степановна, старшая из детей Степана Ивановича. Сюда два раза в год обязательно приезжали Алексей и Александр Пироговы — помочь сестре, поклониться могилам родителей и брата Ивана. За сохранение «фамильного замка Пироговых» долго, хотя и безуспешно, боролся Алексей Степанович Пирогов-Окский. В этом деле не помогли ни его многочисленные обращения в различные инстанции, подписанные выдающимися певцами, дирижёрами и учёными, ни наличие на фасаде дома мемориальной доски в память братьев Григория и Александра. В итоге дом был разрушен в конце 1970-х годов в силу необходимости расширения промышленной зоны. В настоящее время на его месте находится Пожарная часть № 11.

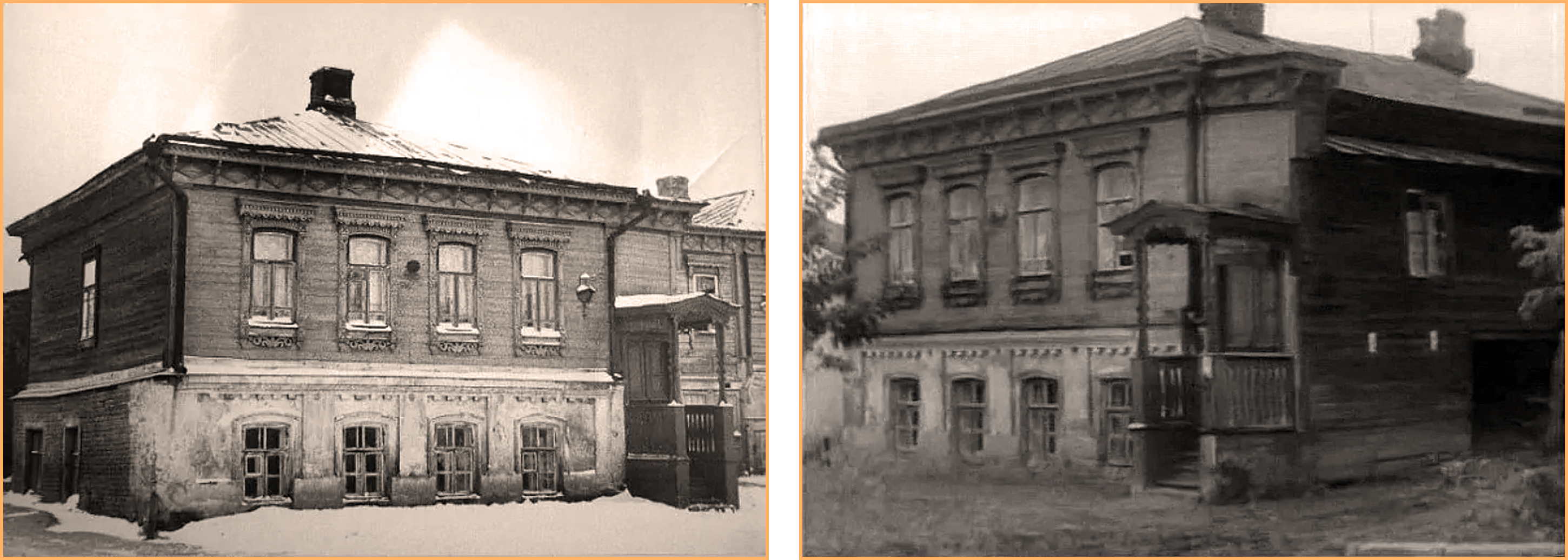
Дом Пироговых в Рязани
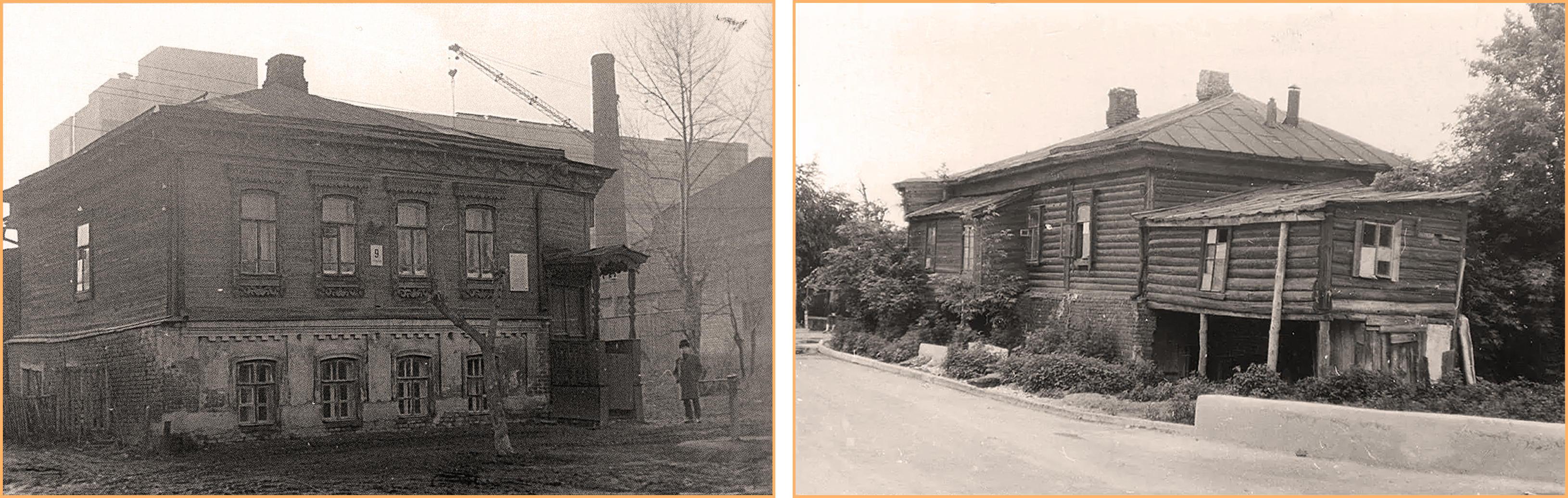
Перед сносом, конец 1970-х годов

### Дачный дом Алексея и Александра Пироговых в селе Копаново

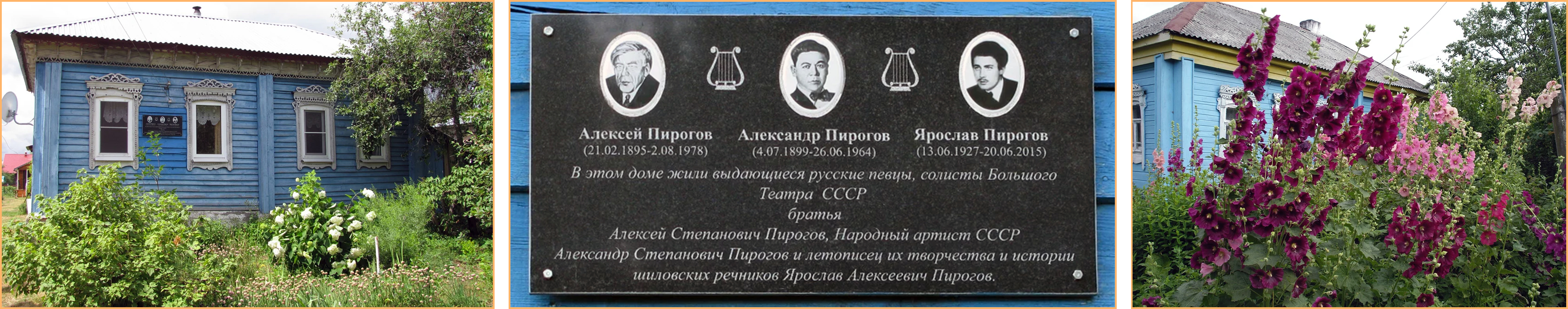
Дом Пироговых в Копаново

Географические координаты: 54°35′43″ с. ш. 41°03′26″ в. д.
Адрес: Шиловский район, с. Копаново, ул. Пироговых.
В этом доме неоднократно вместе с семьями бывали Алексей и Александр Пироговы.
В 1980-е — 2000-е гг. здесь проживал в летние месяцы Ярослав Алексеевич Пирогов с супругой.

### Окский остров Медвежья Голова

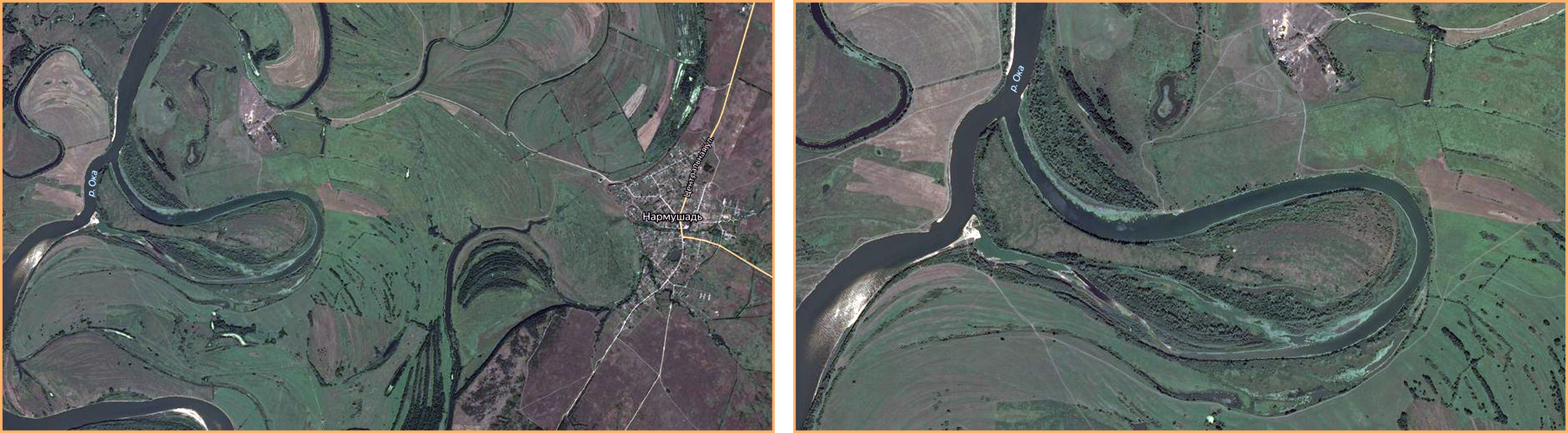
Остров Медвежья Голова

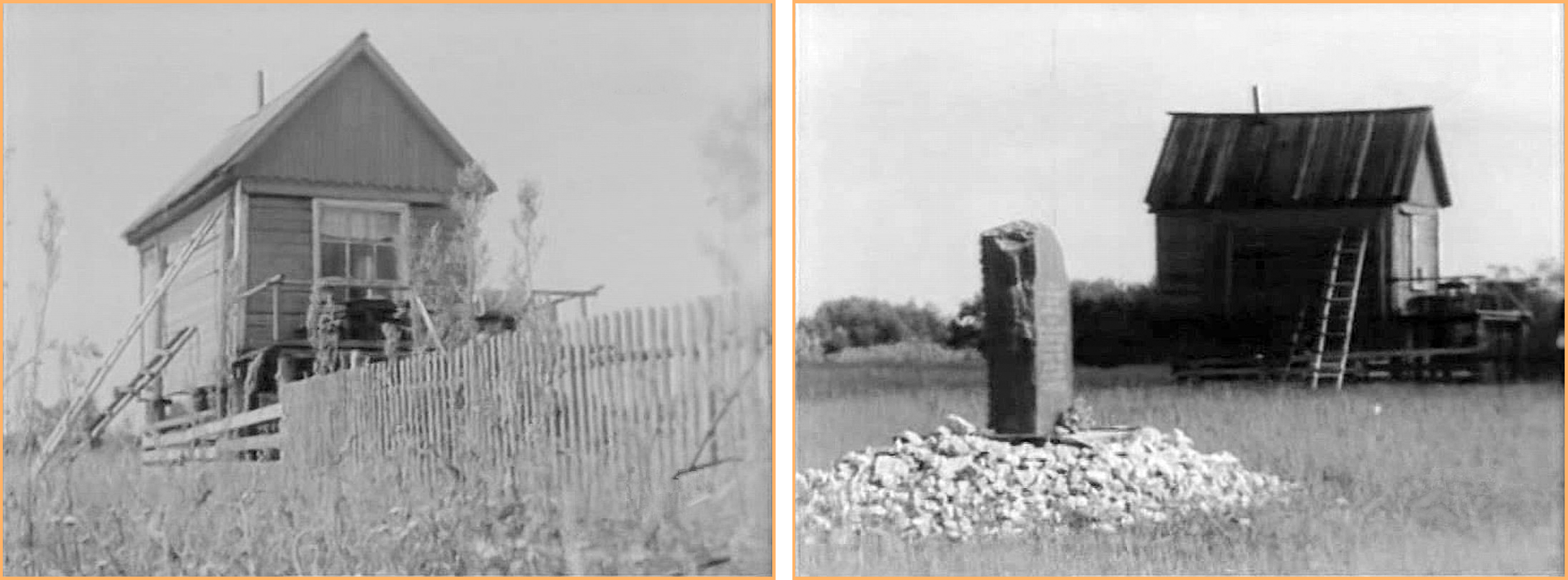
Рыбацкий домик и памятник

Географические координаты: 54°40′00″ с. ш. 41°01′00″ в. д.
Шиловский район.
Западнее села Нармущадь находится островок, носящий название Медвежья Голова. Этот островок пустынен, не заселён, во время весеннего половодья его полностью заливает река. Там было всего два сторожевых домика, укреплённых на деревянных сваях. Вот это место, которое они ласково называли Медвежка, и облюбовали для себя братья Пироговы, заняв один из пустовавших домов. На протяжении нескольких десятилетий они вместе со своими семьями приезжали сюда отдыхать и рыбачить.
По приглашению Пироговых остров в разное время посещали выдающиеся деятели отечественной культуры и науки — народные артисты СССР Н. А. Обухова и А. П. Иванов, народный художник СССР Ф. Ф. Федоровский, хирурги Б. А. Петров и В. С. Фриновский, зоолог В. Г. Гептнер.
Во время отдыха на этом острове от инфаркта скоропостижно скончался Александр Пирогов. Неподалёку от домика установлен спроектированный художником Н. К. Литвиновым памятный знак — двухтонная гранитная глыба с надписью: «Здесь, на Медвежьей Голове, 26 июня 1964 года умер прославленный русский певец народный артист СССР Александр Степанович Пирогов».
На Медвежьей Голове в Ерошкином озере согласно завещанию покойного захоронена урна с прахом Алексея Степановича Пирогова-Окского. В 2008 году заботами Я. А. Пирогова и управляющего делами муниципального банка им. С. Живаго Н. И. Шомова, выросшего на Медвежьей голове и хорошо знавшего Пироговых, у Ерошкина озера вместо обветшавшего деревянного был установлен фундаментальный металлический крест с укреплённой на нём доской с надписью: «Солист Большого театра СССР Алексей Степанович Пирогов. 1895—1978 г.». Доска была отлита на Рязанском приборном заводе.

### Дом-музей Пироговых

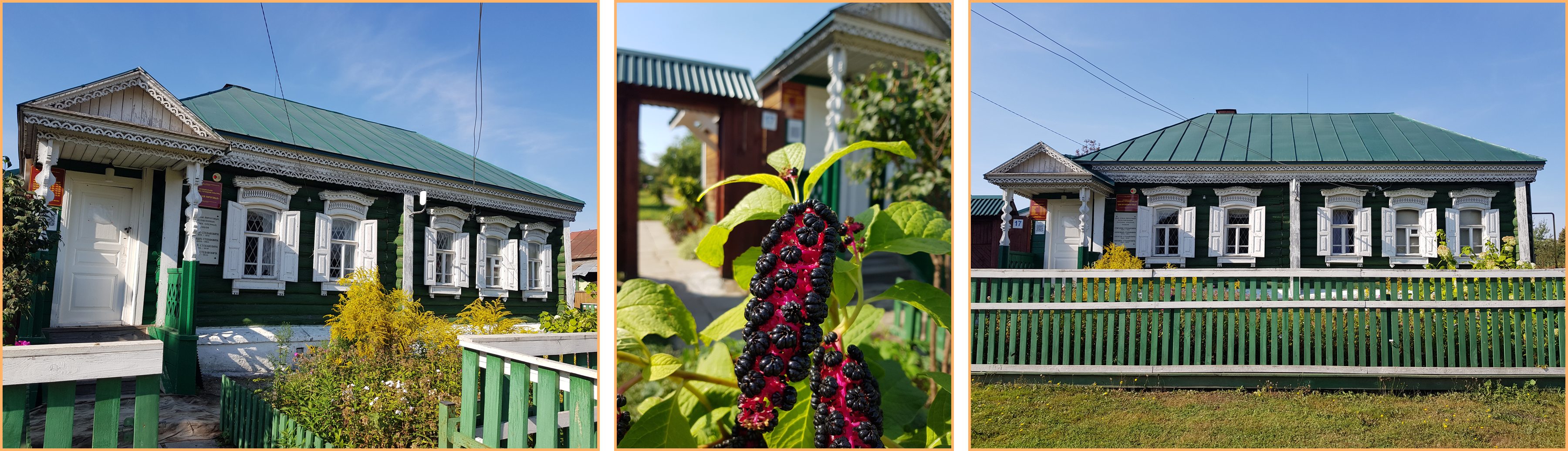
Дом-музей Пироговых

Географические координаты: 54°50′37″ с. ш. 39°46′27″ в. д.
Адрес: Рыбновский район, с. Новосёлки, ул. Пирогова, д. 17.
Об открытии дома-музея речь шла со второй половины 1960-х годов. Сначала в качестве места предполагался дом семьи Пироговых в Рязани, но после его утраты замысел создания музея был надолго отложен. И только в июле 1995 года музей официально открыл свои двери для посетителей.

## Суда, названные в честь братьев Пироговых

### Пароход «Григорий Пирогов»
Пароход «Елена», принадлежал судовладельцу А. В. Качкову. Построен в 1903 году Акционерным обществом Коломенского машиностроительного завода. Длина: 62,17 м. Ширина (с кожухами): 14,02 м. Мощность: 320 л. с. Скорость: 18 км/ч. Пассажировместимость — 108—400 чел. Декретом от 5 февраля (23 января по ст. ст.) 1918 года все судоходные предприятия были объявлены «общенациональной неделимой собственностью Советской республики». Пароход перешёл в ведение Московско-Окского управления речного пароходства, впоследствии — Московского речного пароходства МРФ РСФСР. В разные годы судно ходило под названиями «Л. Троцкий», «Иуда Маккавей», «Большой театр СССР», «Григорий Пирогов». Последняя навигация — 1963 год.

### Пароход «Александр Пирогов»
Пароход проекта 737А «Александр Пирогов» построен на судоверфи Ganz Danubius в Будапеште (Венгрия) в 1955 году. Длина: 72,8 м. Ширина: 15,2 м. Высота от основной линии: 10,8 м. Осадка средняя: 1,2 м. Мощность: 520 л. с. Водоизмещение с полными запасами: 542 тонны. Скорость: 19 км/ч. Пассажировместимость: 260 человек. Мест для членов экипажа: 50. Во время гастролей по Европе Александру Пирогову показали судно в финальной стадии готовности на стапелях верфи. Пароход поступил в Московское речное пароходство МРФ РСФСР. В марте 1958 года он был переименован в «Севастополь», что вызвало некоторое огорчение у знаменитого певца: «У нас просто так не переименовывают…» Пароход списан в октябре 1978 года и передан Волгодонскому заводу атомного энергетического машиностроения. Предположительно, судно разобрано на металл в конце 1980-х годов.

### Теплоход «Григорий Пирогов»
Пассажирский речной теплоход, построенный по проекту 305 на судоверфи Ganz Danubius в Будапеште (Венгрия) в 1961 году. Длина: 77,91 м. Ширина: 15,2 м. Высота от основной линии: 12,25 м. Осадка средняя: 1,36 м. Мощность: два двигателя по 400 л. с. Водоизмещение с грузом, пассажирами и полными запасами: 800 тонн. Скорость: 20 км/ч. Пассажировместимость: 311 человек. Мест для членов экипажа: 55. После постройки теплоход получил название «Буг» в честь рек Южный Буг и Западный Буг и поступил в Московское речное пароходство МРФ РСФСР, Москва. В июле 1964 года переименован в «Григорий Пирогов». В октябре 1981 года судно передано в Рязанскую область и закреплено за Касимовским СРЗ. С июля 1994 года теплоход вновь приписан к Москве. Эксплуатанты: Агентство речных путешествий, ООО «Бюро речного туризма», ООО «Судоходная компания Пирогов», ООО «Колхида». Судно совершает туристические круизы по Москве-реке, Волге и Оке.

### Теплоход «Александр Пирогов»
Пассажирский речной теплоход, построенный по проекту 305 на судоверфи Ganz Danubius в Будапеште (Венгрия) в 1963 году. После постройки теплоход получил название «Кубань», и поступил в Московское речное пароходство. В пароходстве судно было закреплено за Хлебниковским МСЗ, и было приписано к Москве. В июне 1974 года теплоход получил название «Александр Пирогов». В 1981 году теплоход был передан из Москвы в Рязанскую область, где судно было закреплено за Касимовским СРЗ. В 1994 году теплоход был продан из пароходства компании ЗАО «Сфат», занимавшейся нефтеперевозками. В 1994—1995 годах теплоход был реконструирован на судоверфи в городе Котка в Финляндии. В результате теплоход стал первым судном серии, полностью модернизированным под требования комфортабельности того времени. Каюты были оборудованы санузлами, были перестроены внутренние помещения (ресторан, бар), а пассажировместимость уменьшена с 300 до 140 человек. Последнюю круизную навигацию теплоход «Александр Пирогов» отработал в 2006 году, когда судно было зафрахтовано компанией «Ортодокс» и на нём путешествовали иностранные туристы. В 2008 году теплоход был переоборудован в прогулочное судно (банкетоход) и снова переименован, получив название «Фёдор Ушаков». В 2017 году теплоход получил название «Нерей». 1 марта 2018 года судно сгорело в Москве.

## Могилы на Новодевичьем кладбище

### Могила Григория Пирогова

Могила Г. С. Пирогова

Могила Пирогова Григория Степановича (1885—1931):
- Регистрационный номер: 771610691580006;
- Категория историко-культурного значения: Федерального значения;
- Вид объекта: Памятник;
- Основная типология: Памятник истории;
- Сведения о дате создания: 1885—1931 гг.;
- Адрес объекта (координаты): г. Москва, Новодевичье кладбище, участок № 2, ряд № 6 (55°43′29″ с. ш. 37°33′19″ в. д.HGЯO);
- Наименование, дата и номер решения органа государственной власти о постановке объекта на государственную охрану: Постановление Совета Министров РСФСР от 30 августа 1960 года № 1327[9][10][11].

### Могила Александра Пирогова

Могила А. С. Пирогова

Могила Пирогова Александра Степановича (1899—1964), оперного певца:
- Регистрационный номер: 771610691570005;
- Категория историко-культурного значения: Регионального значения;
- Вид объекта: Памятник;
- Основная типология: Памятник истории;
- Сведения о дате создания: 1899—1964 гг.;
- Адрес объекта (координаты): г. Москва, Новодевичье кладбище, участок № 3, ряд № 61 (55°43′33″ с. ш. 37°33′12″ в. д.HGЯO);
- Наименование, дата и номер решения органа государственной власти о постановке объекта на государственную охрану: Решение Президиума Московского городского совета народных депутатов (Моссовета) от 30 июля 1992 года № 84[10][11].